# Jarzé
Jarzé är en kommun i departementet Maine-et-Loire i regionen Pays de la Loire i nordvästra Frankrike. Kommunen ligger i kantonen Seiches-sur-le-Loir som tillhör arrondissementet Angers. År 2018 hade Jarzé 1 839 invånare.

## Befolkningsutveckling
Antalet invånare i kommunen Jarzé
| Referens: INSEE |